# Mennyei királyság
A Mennyei királyság (eredeti cím: Kingdom of Heaven) 2005-ös brit–német–amerikai–spanyol–marokkói történelmi kalandfilm. Rendezője és producere Ridley Scott, írta William Monahan. A főbb szerepekben Orlando Bloom, Eva Green, Ghassan Massoud, Jeremy Irons, Liam Neeson, David Thewlis, Marton Csokas és Brendan Gleeson láthatók.

## A történet
|  | Alább a cselekmény részletei következnek! |

1184-ben Godfrey, Ibelin ura (Liam Neeson) keresztes lovagjai társaságában a Szentföldről visszatér Franciaországba, hogy felkutassa törvénytelen fiát, Baliant (Orlando Bloom). Balian egy kis normandiai falu kovácsa. Felesége nemrég lett öngyilkos, akit emiatt a falu papja kárhozatra ítél: a fejét levágatja. Tettét beismeri Baliannak, aki megöli, s felesége nyakláncát visszaveszi tőle. Bűnbocsánatot remélve felesége és saját maga számára Balian úgy dönt, követi apját a Szentföldre. A gyilkosság okán a keresztes lovagokat megtámadják és Godfrey halálos sebet kap. A grófi címet Balian örökli.
Balian a Szentföldre vezető hajóúton viharba kerül és éppen hogy csak megmenekül. Jeruzsálembe utazik, ahol felkeresi Krisztus keresztre feszítésének helyét és egy éjszakán át virraszt elhunyt felesége üdvéért. A paptól visszaszerzett nyakláncot a hegyen eltemeti. Balian hamarosan látogatást tesz a királyi udvarnál, ahol megismerkedik a Jeruzsálemi Királyság legfontosabb alakjaival: Jeruzsálem marsalljával és a király tanácsadójával, Tiberiassal (Jeremy Irons), a király húgával, Szibilla hercegnővel (Eva Green), annak férjével Lusignani Guidóval (Marton Csokas) és magával IV. Balduin (Edward Norton) királlyal is. Balduin király a béke fenntartására törekszik a muszlimokkal, s jó kapcsolatot ápol vezetőjükkel, Szaladinnal (Ghassan Massoud). Súlyos beteg (leprás), s félő, hogy halála a békének is véget vet, ugyanis a jog szerint húga és annak férje, Guidó követné, aki köztudottan muzulmánellenes. Guidó elveit osztja Châtillon Rajnald (Brendan Gleeson), a keraki vár ura, aki fegyveres provokációkkal próbál véget vetni a békének.
Balian visszavonul apja vidéki birtokára, ahol fejlesztésekbe kezd. Szibilla hercegnő meglátogatja s szeretők lesznek. Közben Rajnald és lovagjai megtámadnak egy muszlim karavánt, s ennek okán Szaladin Kerak vára alá vonul. Balian a váron kívül rekedt emberek védelme érdekében emberivel harcba bocsátkozik, de fogságba esik. Szerencséjére azzal a szíriai muszlim vezetővel kerül össze, akit korábban, a Szentföldre kerülésekor legyőzött, de akinek az életét megkímélte. Így embereivel szabadon távozhat. Közben a jeruzsálemi keresztény sereg is megérkezik a király vezetésével. A király megállapodik Szaladinnal és a csata elmarad.  Balduin Rajnaldot börtönbe vetteti.
Jeruzsálembe visszatérte után Balduin király Tiberiással győzködi Baliant, hogy álljon a keresztény seregek élére, s Guidó kivégzését követően vegye el Szibillát, de lelkiismeretére hallgatva Balian ebbe nem egyezik bele. A király halála után Szibilla örökli a trónt, aki királlyá koronázza férjét, Guidót. Az új király Rajnaldot kihozatja a börtönből, s azonnal háborút hirdet Szaladin ellen. A hattíni csatában elpusztul a Jeruzsálemi Királyság majd teljes hadereje (Balian és Tiberias előrelátóan úgy döntöttek, embereikkel kimaradnak a csatából). Lusignani Guidó király a szultán fogságába esik. Châtilloni Rajnaldot Szaladin személyesen öli meg. Tiberias kiábrándulva a keresztes háborúkból a Szentföld elhagyása mellett dönt.
Szaladin Jeruzsálem ellen vonul, amelynek védelmét Balian próbálja megszervezni. Véres harcok után, a védekezés kilátástalanságát látva Balian tárgyalásba kezd Szaladinnal, és  – a szent helyek elpusztításával fenyegetőzve – ráveszi a szultánt a megegyezésre: a város feladása fejében Szaladin biztosítja a keresztény lakosság szabad elvonulását. Szibilla királynő a Szentföldet hátrahagyva Balian oldalán visszavonul Franciaországba.

## Szereplők
| Szereplő                   | Színész          | Magyar hang           |
| -------------------------- | ---------------- | --------------------- |
| Ibelini Balián             | Orlando Bloom    | Rékasi Károly         |
| Szibilla királynő          | Eva Green        | Ruttkay Laura         |
| Szaladin egyiptomi szultán | Ghassan Massoud  | Végvári Tamás         |
| Tibériás grófja            | Jeremy Irons     | Szakácsi Sándor       |
| Leprás Balduin király      | Edward Norton    | Forgács Péter         |
| Ibelini Gottfrid           | Liam Neeson      | Kovács István         |
| ispotályos lovag           | David Thewlis    | Tahi Tóth László      |
| Lusignani Guidó            | Marton Csokas    | Haás Vander Péter     |
| Châtillon Rajnald          | Brendan Gleeson  | Csuja Imre            |
| Nászir egyiptomi herceg    | Alexander Siddig | Széles Tamás          |
| Amalrik                    | Velibor Topić    | Szabó Sipos Barnabás  |
| mulláh                     | Khaled El Nabawy | Kassai Károly         |
| Hérakleiosz pátriárka      | Jon Finch        | Izsóf Vilmos          |
| a templomosok nagymestere  | Ulrich Thomsen   | Cs. Németh Lajos      |
| Oroszlánszívű Richárd      | Iain Glen        | Rosta Sándor          |
| falusi pap                 | Michael Sheen    | Bede-Fazekas Szabolcs |
| Balián felesége            | Nathalie Cox     | nem szólal meg        |

## Produkció

### Forgatás
A forgatási helyszínek listája (forgatás szerinti sorrend)
| Fiktív helyszín vagy jelenet                 | Forgatási helyszín                     | Ország        |
| -------------------------------------------- | -------------------------------------- | ------------- |
| A normandiai falu – Godfrey családi kastélya | Loarre Castle                          | Spanyolország |
| Rajtaütés a keresztes lovagokon              | Segovia – Valsain erdő                 | Spanyolország |
| Koronázási jelenet                           | Avila                                  | Spanyolország |
| Udvar Ibelinben, ispotály                    | Palma del Rio – Portocarrero's Palace  | Spanyolország |
| A királyi palota                             | Seville – Alcazar és a Casa de Pilatos | Spanyolország |
| Ibelin                                       | Timdrissit                             | Marokkó       |
| Golgota                                      | Ait Ben Haddou                         | Marokkó       |
| Jeruzsálemi utcák, Balian "partravetődése"   | Essaouira                              | Marokkó       |
| Egyéb jelenetek                              | Ouarzazate                             | Marokkó       |

## Rendezői változat
A film rendezői változatát, amely közel 45 perccel hosszabb, mint a moziváltozat, 2005. december 23-án mutatták be a Los Angeles-i Laemmle Fairfax Theatre-ben. Ezt követően 2006. május 23-án DVD-n is kiadták. A 4 lemezes DVD boxban a film 194 perc hosszúságú változata 2 lemezen található. A film nyitánnyal (overture) indít és az első lemez végén levezető, a második lemez elején felvezető zene található (intermission és entr'acte). A blu ray változaton ezek a zenei szünetek nem találhatók meg. Ridley Scott azt szerette volna eredetileg, hogy a bővített változat kerüljön bemutatásra a mozikban, de üzleti megfontolás alapján ezt az ötletet el kellett vetni. Thomas Rothman stúdióigazgató ötlete, hogy a filmnek egy kétórás történelmi akciófilm műfajba illeszthető vágott változatát kell bemutatni a moziban, elbukott. A film vegyes fogadtatást kapott, s sokan nem érezték teljesnek (bizonyos jelenetek és a karakterek reakciói nem teljesen érthetőek a kivágott jelenetek nélkül). A kritikusok egyöntetűen jobbnak tartják a rendezői változatot. Egyesek "minden idők legjelentősebb rendezői változata"-ként értékelik.
A rendezői változat teljes mértékben átformálja a filmet s megváltoztatja a történetet. A legjelentősebb különbség a két változat között, hogy a rendezői változatban megjelenik V. Balduin király, Szibilla fia, aki IV. Balduin és Szibilla között ült Jeruzsálem trónján.
A moziváltozatból kihagyott legfontosabb jelenetek és tények:
- a falu papja Balian féltestvére (anyjuk törvényes házasságából született fia)
- Gottfrid nemcsak Balian apja, hanem a falu vezetőjének öccse is, aki a fiával egyetemben attól tart, hogy az ibelini örökséget Balian fogja kapni. A keresztes lovagokon ejtett rajtaütést ők szervezik, s a pap meggyilkolása csak egy indíték, hogy Baliant el tegyék az útból
- a haldokló IV. Balduin király az utolsó kenetet megtagadja a jeruzsálemi pátriárkától
- megjelenik V. Balduin, Szibilla fia, aki előző házasságából született (apja Montferrati Vilmos). Mikor kiderül, hogy nagybátyjához hasonlóan ő is leprás, anyja megelőzvén, hogy egy szenvedésselteli élelet kelljen élnie, megmérgezi. Az események ezt követően a moziváltozathoz hasonlóan Szibilla koronázásával és Guidó királlyá avatásával folytatódnak
- Guidó rájön, hogy Szibilla megcsalja, habár a dolog elsősorban politikai megfontolásból zavarja
- Guidó megzsarolja Szibillát, utalva arra, hogy ha a fia kerül trónra, rövid és véres uralkodásban lesz része, mert a seregeivel nem biztos, hogy támogatni fogja. IV. Balduin halálát követően Szibilla felajánlkozik Guidónak, amennyiben az támogatja fiát
- Szibilla jelleme árnyaltabb. Ellentétben a moziváltozattal, amelyben csak szeretőként van jelen, a rendezői változatban anya is. Politikai szerepvállalása is nagyobb, hiszen fia mellett régensként tevékenykedik
- Rajnaldot nem a katonák fejezik le, hanem a szultán maga
- Guidó és Balian megküzd egymással a film végén (Guidót Szaladin megszégyenítve szabadon engedi még Jeruzsálem ostroma előtt) és Guidó alulmarad, de Balian megkíméli az életét
- Szaladin imádkozik a trónteremben
- nagyobb szerepet kap a sírásó is, aki Balián feleségét eltemette és később követte Baliánt Jeruzsálembe